# Rodrigo Simas
Rodrigo Sang Simas es un actor brasileño.

## Biografía
Hijo del capoerista Beto Simas y la productora Ana Paula Sang, hermano de los actores Felipe Simas y Bruno Gissoni. Nació en Río de Janeiro pero vivió de los seis a los nueve años en Los Ángeles, Estados Unidos cuando su familia se mudó para allá. Le apasiona la capoeira, la practica desde la infancia y es cuerda azul.

## Carrera
De vuelta en Brasil, entró en el mundo del teatro a la edad de quince años. En 2007 debutó, con la obra Grease. Ha actuado en espectáculos como Mamma Mia y Os Melhores Anos de Nossas Vidas, y en 2009, interpretó a Pedro Bala, en la obra Capitães de Areia, una adaptación de la obra homónima de Jorge Amado.
En el mismo año, debutó en televisión interpretando al personaje Junior en la novela Poder Paralelo, de RecordTV. Después de cuatro años fuera de los Estados Unidos, Rodrigo regresó en 2010 y se quedó allá durante seis meses. En este período hizo audiciones para producciones estadounidenses, como Crepúsculo y The Last Song, pero no pasó.
En 2011, se trasladó a Rede Globo, donde obtuvo su primer papel en la novela Fina Estampa, como el joven Leandro. Al terminar las grabaciones, Rodrigo actuó en la película Quinta das Janelas, un cortometraje dirigido por Pedro Foss, donde interpretó al joven Bernardo. Cuando estaba en el segundo período en la Facultad de Teatro de UniverCidade, en Ipanema, Río de Janeiro, lo llamaron para filmar Fina Estampa y a pesar de que le encantaba la carrera, tuvo que cerrar la matrícula por las grabaciones. En 2012, participó en la novena edición del exitoso show brasileño Dança dos Famosos, Rodrigo permaneció en el liderato de la competencia durante los cuatro meses de la exposición, consagrándose como campeón el 16 de septiembre, en una final que disputó contra la actriz Cláudia Ohana. El actor se unió al elenco de la novela Malhação, interpretando al personaje Bruno. Durante esa temporada, Simas y Juliana Paiva, quien interpretó el personaje Fatinha, formaron el ship "Brutinha", que tuvo grandes repercusiones en las redes sociales. En 2013 se unió al elenco de la novela Além do Horizonte, interpretando a Marlon, donde se ganó nuevamente el corazón de todos asociándose otra vez con la actriz Juliana Paiva.
En 2014, dio vida a Beto, un playboy de los 70 años en la novela Boogie Oogie, quien vivió un romance con la azafata Inés interpretada por la actriz Deborah Secco. En 2015, protagonizó junto a Sophia Abrahão, el largometraje Anjos de Cabelos Longos, llamado de "Cine Show", una unión de música y película en DVD. En 2015 se unió al elenco de la segunda temporada de Saltibum, un show de Caldeirão do Huck donde las celebridades hacen saltos ornamentales de hasta diez metros de altura, convirtiéndose en campeón junto a la actriz Priscila Fantin. En 2016, regresó al teatro con la obra Dois Perdidos Numa Noite Suja junto a Kayky Brito. Todavía en 2016, volvió a trabajar con Juliana Paiva en el webserie Totalmente Sem Noção Demais en el personaje de Lucas. Regresó a la televisión en 2017 en la novela de las seis Novo Mundo en el personaje de Piatã, un indio que nació en Brasil y creció en Europa, adoptado por un navegante inglés, que regresa a su tierra natal en busca de sus raíces. En 2018, vuelve en otra novela de las seis Orgulho e Paixão, en el personaje del italiano Ernesto Pricelli formando el ship Erma junto a la actriz Agatha Moreira. Actualmente en 2019 interpreta al fotógrafo Bruno en la novela de las seis Órfãos da Terra.

## Vida personal
Simas fue vinculado innumerables veces con la actriz Juliana Paiva, pero nunca confirmaron nada, dejando claro que solo fue una buena amistad. En 2018 durante las grabaciones de Orgulho e Paixão comenzó a salir con la actriz Agatha Moreira, su pareja en la novela, siendo oficializada la relación en enero de 2019.
En 4 de marzo de 2023, Simas declaró públicamente que era un hombre bisexual.

## Filmografía

### Televisión
| Año       | Título                        | Personaje                          | Notas       |
| --------- | ----------------------------- | ---------------------------------- | ----------- |
| 2009      | Poder Paralelo                | Bruno Vilar Junior                 |             |
| 2010      | Desenrola Aí                  | Gustavo Araújo                     |             |
| 2011      | Fina Estampa                  | Leandro dos Anjos                  |             |
| 2012-2013 | Malhação: Intensa como a Vida | Bruno Menezes                      |             |
| 2013      | Além do Horizonte             | Marlon Sampaio                     |             |
| 2014      | Boogie Oogie                  | Roberto Veiga Azevedo Fraga (Beto) |             |
| 2015      | Saltimbum                     | Sí mismo                           | Temporada 2 |
| 2015      | Não se Apega Não              | Participación                      |             |
| 2017      | Novo Mundo                    | Piatã                              |             |
| 2018      | Orgulho e Paixão              | Ernesto Pricelli (Carcamano)       |             |
| 2019      | Órfãos da Terra               | Bruno Monte Castelli               |             |
| 2023      | Renascer                      | José Venâncio Inocêncio            |             |

## Cine
| Año  | Título                 | Personaje |
| ---- | ---------------------- | --------- |
| 2012 | Quinta das Janelas     | Bernardo  |
| 2015 | Anjo de Cabelos Longos | Rafael    |
| 2019 | Entre                  | Marcos    |

## Teatro
| Año       | Título                           | Personaje   |
| --------- | -------------------------------- | ----------- |
| 2007      | Grease                           | Dani Zucco  |
| 2008      | Mamma Mia                        | Bill        |
| 2008      | High School Musical              | Troy Bolton |
| 2009      | Capitães de Areia                | Pedro Bala  |
| 2009      | Os Melhores Anos de Nossas Vidas | Felipe      |
| 2012      | Alice e Gabriel                  | Gabriel     |
| 2016-1017 | Dois perdidos numa noite suja    | Tonho       |

## Webserie
| Año  | Título                      | Personaje |
| ---- | --------------------------- | --------- |
| 2016 | Totalmente Sem Noção Demais | Lucas     |

## Videoclips
| Año  | Título                 | Intérprete              |
| ---- | ---------------------- | ----------------------- |
| 2012 | Incondicional          | Guga Sabatiê            |
| 2012 | Vamos Viver            | Detonautas              |
| 2015 | Anjo de Cabelos Longos | Fernando & Sorocaba     |
| 2016 | Perde Tudo             | Lua Blanco              |
| 2018 | Não Esqueço            | Niara ft. Pabllo Vittar |

## Concursos
| Año  | Título            | Resultados         |
| ---- | ----------------- | ------------------ |
| 2012 | Dança dos Famosos | El mismo (Ganador) |
| 2015 | Saltibum          | El mismo (Ganador) |

## Premios y nominaciones
| Año                       | Premio                    | Categoría                 | Trabajo                | Resultados       |
| ------------------------- | ------------------------- | ------------------------- | ---------------------- | ---------------- |
| 2012                      | Prêmio Contigo! de TV     | Mejor Revelación de la TV | Fina Estampa           | Nominado         |
| 2012                      | Meus Prêmios Nick         | Chico del Año             | Fina Estampa           | Nominado         |
| 2012                      | Capricho Awards           | Mejor Actor Nacional      | Malhação               | Nominado         |
| 2013                      | Capricho Awards           | Mejor Actor Nacional      | Malhação               | Nominado         |
| Premio Pegação            | Capricho Awards           | Ganador                   | Malhação               |                  |
| Prêmio Extra de Televisão | Ídolo Teen                | Nominado                  | Malhação               |                  |
| 2015                      | Troféu Imprensa           | Nominado                  | Mejor Actor            | Boogie Oogie     |
| 2017                      | Prêmio Contigo! Online    | Nominado                  | Mejor Actor de Reparto | Novo Mundo       |
| 2018                      | Prêmio Jovem Brasileiro   | Nominado                  | Mejor Actor            | Orgulho e Paixão |
| 2018                      | Troféu AIB de Imprensa    | Ganador                   | Mejor Actor            | Orgulho e Paixão |
| 2018                      | Prêmio Extra de Televisão | Mejor Actor de Reparto    | Nominado               | Orgulho e Paixão |
| 2018                      | Premio GShow              | Mejor Ship del Año        | Ganador                | Orgulho e Paixão |